# Galisteo (Santa Fe)
Galisteo es una localidad del departamento Castellanos, provincia de Santa Fe, Argentina. Se halla situada a 36 km de la ciudad de Rafaela, a 132 km de la ciudad de Santa Fe, a 268 km de Rosario y a 561 km de Buenos Aires.

## Historia
Fue fundada por Demetrio Iturraspe Rodríguez en campos de su propiedad. El nombre le fue impuesto al parecer en homenaje a José Elías Galisteo . Según antecedentes facilitados por la familia Iturraspe, esposa del fundador, propietaria de una estancia denominada "El Porvenir", lo que justificaría la imposición del nombre es perpetuar el apellido familiar.
La Comuna fue creada el 1° de septiembre de 1920.

## Población
Cuenta con 312 habitantes (Indec, 2010),
| Gráfica de evolución demográfica de Galisteo entre 1991 y 2010 |
|                                                                |
| Fuente: Censos nacionales del INDEC                            |

## Santa Patrona
Santa Rosa de Lima

## Festividades
- Fiesta Provincial del Asado con cuero Mes Abril.
- Santa Rosa de Lima 30 de agosto
- Festival del chamamé. Grupo de Danzas Folklóricas Lucero del Alba. segundo sábado de febrero.
- Peña Folklórica Grupo Lucero del Alba. tercer sábado de octubre

## Escuelas
- Escuela Fragata Libertad n°6217
- Escuela n°3565 Núcleo Secundario Galisteo
- Escuela Demetrio Iturraspe Rodríguez n°6162
- Grupo de Danzas Folklóricas "Lucero Del Alba"

## Geografía
Galisteo está situada a los 31° latitud y a los 61° longitud oeste. Se ubica a 19 km al sur de Humberto Primo, a 4 km al este de Ataliva, a 20 km al norte de Lehmann y a 28 km al oeste de Sarmiento.